# هرمان إيبرهارد
هرمان إيبرهارد (بالإسبانية: Hermann Eberhard)‏ هو مستكشف أرجنتيني، ولد في 27 فبراير 1853 في Oława ‏ في بولندا، وتوفي في 8 مايو 1908 في بونتا أريناس في تشيلي.